# Міддлбері (Індіана)
Міддлбері (англ. Middlebury) — місто (англ. town) в США, в окрузі Елкгарт штату Індіана. Населення — 3466 осіб (2020).

## Географія
Міддлбері розташоване за координатами 41°40′13″ пн. ш. 85°42′32″ зх. д. / 41.67028° пн. ш. 85.70889° зх. д. (41.670244, -85.708973).  За даними Бюро перепису населення США в 2010 році місто мало площу 9,78 км², з яких 9,73 км² — суходіл та 0,06 км² — водойми. В 2017 році площа становила 10,60 км², з яких 10,55 км² — суходіл та 0,04 км² — водойми.

## Демографія
Згідно з переписом 2010 року, у місті мешкало 3420 осіб у 1263 домогосподарствах у складі 955 родин. Густота населення становила 350 осіб/км².  Було 1341 помешкання (137/км²).
Расовий склад населення:
| - 95,6 % — білих - 1,2 % — азіатів - 0,6 % — чорних або афроамериканців - 0,1 % — корінних американців - 1,1 % — осіб інших рас |

До двох чи більше рас належало 1,5 %. Частка іспаномовних становила 3,2 % від усіх жителів.
За віковим діапазоном населення розподілялося таким чином: 29,0 % — особи молодші 18 років, 57,5 % — особи у віці 18—64 років, 13,5 % — особи у віці 65 років та старші. Медіана віку мешканця становила 36,7 року. На 100 осіб жіночої статі у місті припадало 94,6 чоловіків;  на 100 жінок у віці від 18 років та старших — 91,6 чоловіків також старших 18 років.
Середній дохід на одне домашнє господарство  становив 84 356 доларів США (медіана — 57 091), а середній дохід на одну сім'ю — 95 586 доларів (медіана — 72 719). Медіана доходів становила 50 677 доларів для чоловіків та 34 786 доларів для жінок. За межею бідності перебувало 9,8 % осіб, у тому числі 10,5 % дітей у віці до 18 років та 7,0 % осіб у віці 65 років та старших.
Цивільне працевлаштоване населення становило 1785 осіб. Основні галузі зайнятості: виробництво — 24,6 %, мистецтво, розваги та відпочинок — 18,8 %, освіта, охорона здоров'я та соціальна допомога — 11,3 %, роздрібна торгівля — 8,2 %.